# Suetsugu Nobumasa

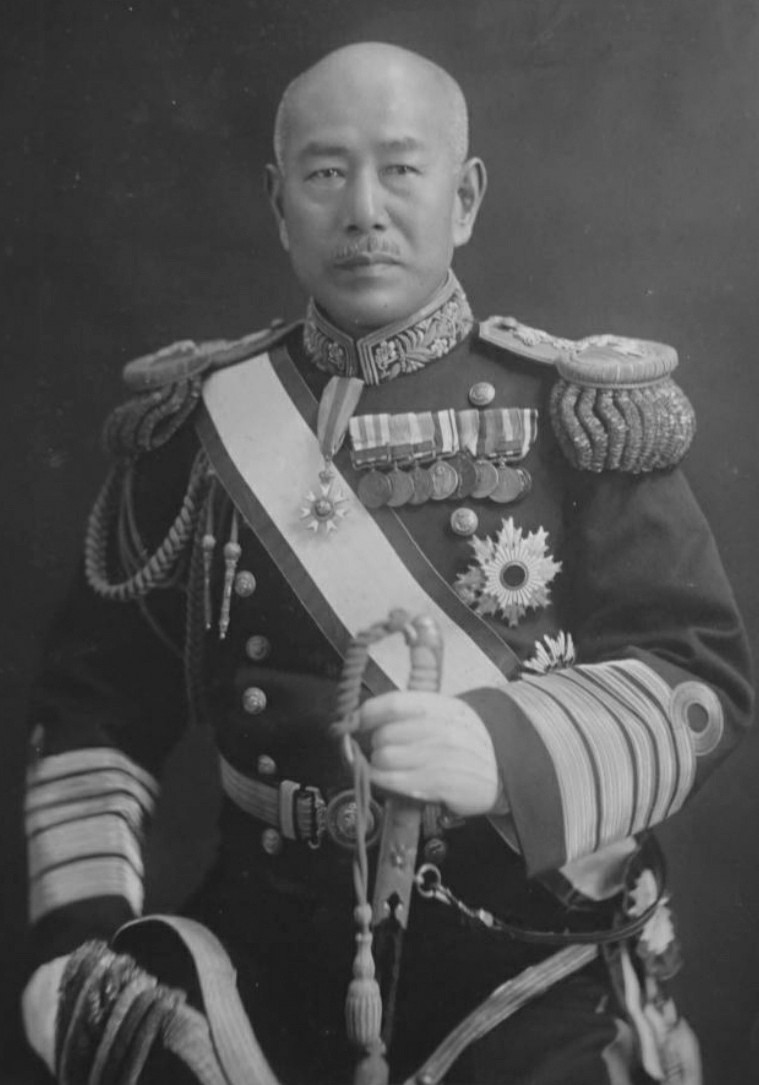
Suetsugu Nobumasa (1934)

Suetsugu Nobumasa (jap. 末次 信正; * 30. Juni 1880 in der Präfektur Yamaguchi; † 29. Dezember 1944) war ein japanischer Seeoffizier der Kaiserlich Japanischen Marine und zuletzt Admiral, der unter anderem von 1928 bis 1930 Vize-Chef des Admiralstabes, zwischen 1931 und 1933 Oberkommandierender der 2. Flotte, von 1933 bis 1934 Oberkommandierender der 1. Flotte sowie zugleich Oberkommandierender der Kombinierten Flotte war. Darüber hinaus bekleidete er zwischen 1937 und 1939 den Posten als Innenminister im Kabinett Konoe I.

## Leben

### Ausbildung und Verwendungen als Seeoffizier
Suetsugu Nobumasa war Absolvent des 27. Lehrgangs der Kaiserlich Japanischen Marineakademie (Kaigun Heigakkō) und schloss seine Ausbildung als 50. unter 114 Absolventen seines Jahrgangs ab. Zu seinen Lehrgangskameraden gehörte unter anderem der spätere Admiral Nakamura Ryōzō. Er wurde daraufhin am 16. Dezember 1899 als Fähnrich zur See (Kaigun shōi kōhosei) auf die Panzerkorvette Hiei, am 10. August 1900 auf das Einheitslinienschiff Fuji sowie am 6. Dezember 1900 auf den Geschützten Kreuzer Matsushima versetzt. Nach seiner Beförderung zum Leutnant zur See (Shōi) erfolgte am 18. Januar 1901 seine Versetzung zum Geschützten Kreuzer Saien sowie zwischen dem 13. März 1901 und dem 25. November 1902 eine Verwendung auf der Korvette Kaimon, wo am 6. Oktober 1902 seine Beförderung zum Oberleutnant zur See (Chūi) erfolgte. Danach wurde er Mitglied der 3. Torpedoboot-Einheit (Dai-San Suiraitei-tai) im Wachbezirk Takeshiki in Mitsushima sowie am 14. September 1903 Mitglied der 5. Torpedoboot-Einheit (Dai-Go Suiraitei-tai), ehe er am 26. September 1903 als kommissarischer Abschnittsoffizier zur Hiei zurückkehrte. Danach folgte zwischen dem 14. Januar 1904 und dem 4. November 1905 eine Verwendung auf dem Kanonenboot Banjō, wo er zunächst kommissarischer Abschnittsoffizier und ab dem 13. Juli 1904 Abschnittsoffizier war. Mit der Banjō nahm er am Russisch-Japanischen Krieg (8. Februar 1904 bis 5. September 1905) teil und wurde am 13. Juli 1904 zum Kapitänleutnant (Taii) befördert. Nach einer Wartestellung zwischen dem 4. November und dem 12. Dezember 1905 fungierte er zwischen dem 12. Dezember 1905 und dem 28. September 1906 als Chef-Geschützoffizier auf dem Geschützten Kreuzer Takachiho. Nachdem er zwischen dem 28. September 1906 und dem 23. April 1907 den B-Lehrgang an der Kaiserlich Japanischen Marinehochschule (Kaigun Daigakkō) sowie vom 23. April bis zum 28. September 1907 den Fortgeschrittenlehrgang an der Marineschießschule besucht hatte, war er bis zum 20. April 1908 als Abschnittsoffizier und Ausbilder an der Marineschießschule eingesetzt.

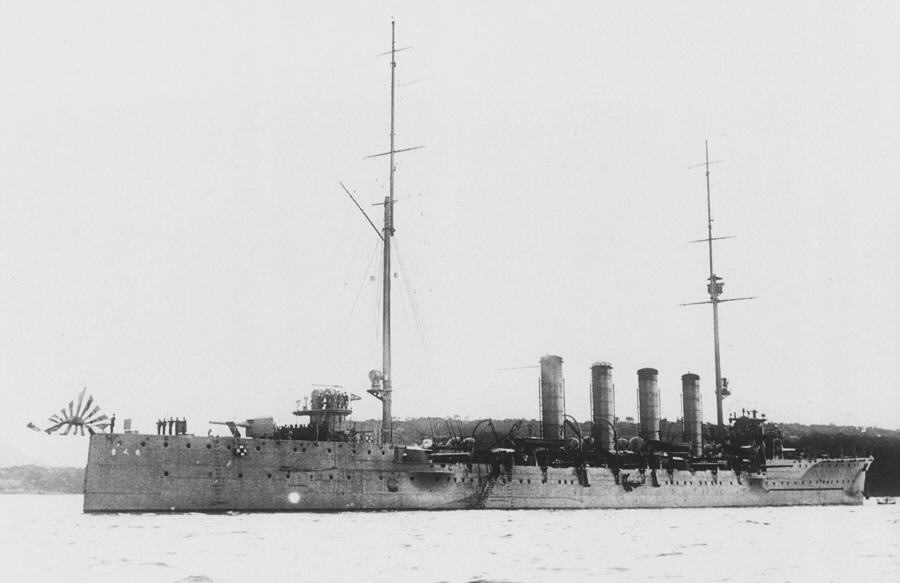
Kapitän zur See Suetsugu war zwischen 1918 und 1919 Kommandant des Geschützten Kreuzers Chikuma, namensgebendes Schiff der Chikuma-Klasse.

Im Anschluss besuchte Suetsugu zwischen dem 20. April 1908 und dem 1. Dezember 1909 den A-Lehrgang der Marinehochschule, den er als Siebtbester seines Jahrgangs mit Auszeichnung abschloss, und wurde während dieser Zeit am 11. Oktober 1908 zudem zum Korvettenkapitän (Shōsa) befördert. Nach einer darauf folgenden einjährigen Verwendung vom 1. Dezember 1909 bis zum 1. Dezember 1910 als Chef-Geschützoffizier des Einheitslinienschiffs Hizen, wurde er erneut Ausbilder an der Marineschießschule und war im Anschluss zwischen dem 21. September 1911 und dem 20. April 1920 als Chef-Geschützoffizier zum Panzerkreuzer Tokiwa versetzt. Während er vom 20. April 1912 bis zum 21. September 1914 Offizier im Admiralstab war, unterrichtete er zwischen dem 5. Juni 1912 und dem 21. September 1914 auch als Ausbilder an der Marinehochschule und war des Weiteren vom 3. Juni bis zum 21. September 1914 Offizier im Stab des Marineausbildungskommandos. Anschließend folgte zu Beginn des Ersten Weltkrieges zwischen dem 21. September 1914 und dem 23. Mai 1916 eine Abordnung als Marinevertreter im Vereinigten Königreich sowie zudem am 1. Dezember 1914 seine Beförderung zum Fregattenkapitän (Chūsa). Nach seiner Rückkehr war er vom 1. September bis zum 1. Dezember 1916 zunächst Admiralstab abgeordnet und unterrichtete im Anschluss zwischen dem 1. Dezember 1916 und dem 1. Dezember 1917 abermals als Ausbilder an der Marinehochschule. Im weiteren Kriegsverlauf wurde er am 1. Dezember 1917 zum Stab der 1. Flotte abgeordnet und verblieb dort bis zum 1. Dezember 1918. Nach seiner darauf folgenden Beförderung zum Kapitän zur See (Taisa) übernahm er vom 1. Dezember 1918 bis zum 5. August 1919 den Posten als Kommandant des Geschützten Kreuzers Chikuma, namensgebendes Schiff der Chikuma-Klasse, und war im Anschluss zu Beginn der Zwischenkriegszeit zwischen dem 5. August 1919 und dem 27. September 1921 sowohl Chef der Sektion 1 des 1. Büros des Admiralstabes als auch erneut Ausbilder an der Marinehochschule. Während der Washingtoner Flottenkonferenz wurde am 27. September 1921 zur dortigen japanischen Verhandlungsdelegation abgeordnet und nach der Unterzeichnung des Washingtoner Flottenabkommens am 6. Februar 1922 zurückberufen. Er war Mitglied der japanischen Delegation, obwohl er ein prominentes Mitglied der sogenannten „Flottenfraktion“ (kantai-ha) war. Nach seiner Rückkehr fungierte er zwischen dem 1. Dezember 1922 und dem 1. Dezember 1923 als kommissarischer Chef des 1. Büros des Admiralstabes.

### Aufstieg zum Admiral, Vize-Chef des Admiralstabes und Innenminister

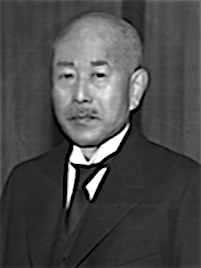
Suetsugu als Innenminister (1937)

Am 1. Dezember 1923 wurde Suetsugu Nobumasa zum Konteradmiral (Shōshō) befördert und war daraufhin bis zum 1. Dezember 1925 Kommodore des 1. U-Boot-Geschwaders (Dai-Ichi Sensui Sentai). Nachdem er vom 1. Dezember 1925 bis zum 26. Juli 1926 noch einmal zum Admiralstab abgeordnet war und wieder als Ausbilder an der Marinehochschule unterrichtet hatte, übernahm er zwischen dem 26. Juli 1926 und dem 10. Dezember 1928 den Posten als Direktor des Büros für Ausbildung (Kyoiku Bu) im Marineministerium (Kaigun-shō) und erhielt in dieser Funktion am 1. Dezember 1927 auch seine Beförderung zum Vizeadmiral (Chūjō). Als Nachfolger von Nomura Kichisaburō übernahm er am 10. Dezember 1928 den Posten als Vize-Chef des Admiralstabes (Kaigun Gunreibu Jicho) und behielt diesen bis zu seiner Ablösung durch Nagano Osami am 10. Juni 1930. Während seiner Tätigkeit im Admiralstab arbeitete er an Überarbeitungen der japanischen Schlachtpläne und -strategien, insbesondere im Hinblick auf die United States Navy, und an der Bekämpfung der Bemühungen der sogenannten „Vertragsfraktion“ (Jōyaku-ha), insbesondere nach der Unterzeichnung des Londoner Flottenvertrages am 22. April 1930. Im Anschluss blieb er zwischen dem 10. Juni und dem 1. Dezember 1930 dem Admiralstab zugeordnet und fungierte im Anschluss vom 1. Dezember 1930 bis zum 1. Dezember 1931 als Kommandeur des Wachbezirks Maizuru (Maizuru Keibi-fu).
Danach übernahm Suetsugu Nobumasa am 1. Dezember 1931 als Nachfolger seines Lehrgangskameraden von der Marineakademie Nakamura Ryōzō den Posten als Oberkommandierender der 2. Flotte (Dai-Ni Kantai) und verblieb auf diesem bis zum 15. November 1933, woraufhin Takahashi Sankichi ihn ablöste. Im Anschluss wurde er am 15. November 1933 wiederum als Nachfolger von Kobayashi Seizō sowohl Oberkommandierender der 1. Flotte (Dai-ichi Kantai) als auch Oberkommandierender der Kombinierten Flotte (Rengō Kantai) und wurde in beiden Funktionen am 15. November 1934 jeweils von Takahashi Sankichi abgelöst. Während dieser Kommandoposten erhielt er am 1. März 1934 auch seine Beförderung zum Admiral (Taishō). Daraufhin fungierte er erneut als Nachfolger von Nagano Osami vom 15. November 1934 bis zu seiner Ablösung durch Yonai Mitsumasa am 2. Dezember 1935 als Oberkommandierender des Marinebezirks Yokosuka (Yokosuka chinjufu). Suetsugu förderte in diesen Funktionen ein strenges Training der Flotte, insbesondere bei schwierigen Wetterbedingungen. Zugleich war er zwischen dem 15. November 1934 und dem 2. Dezember 1935 Mitglied des Admiralitätsausschusses sowie danach vom 2. Dezember 1935 bis zum 15. Oktober 1937 Mitglied des Marinerates.

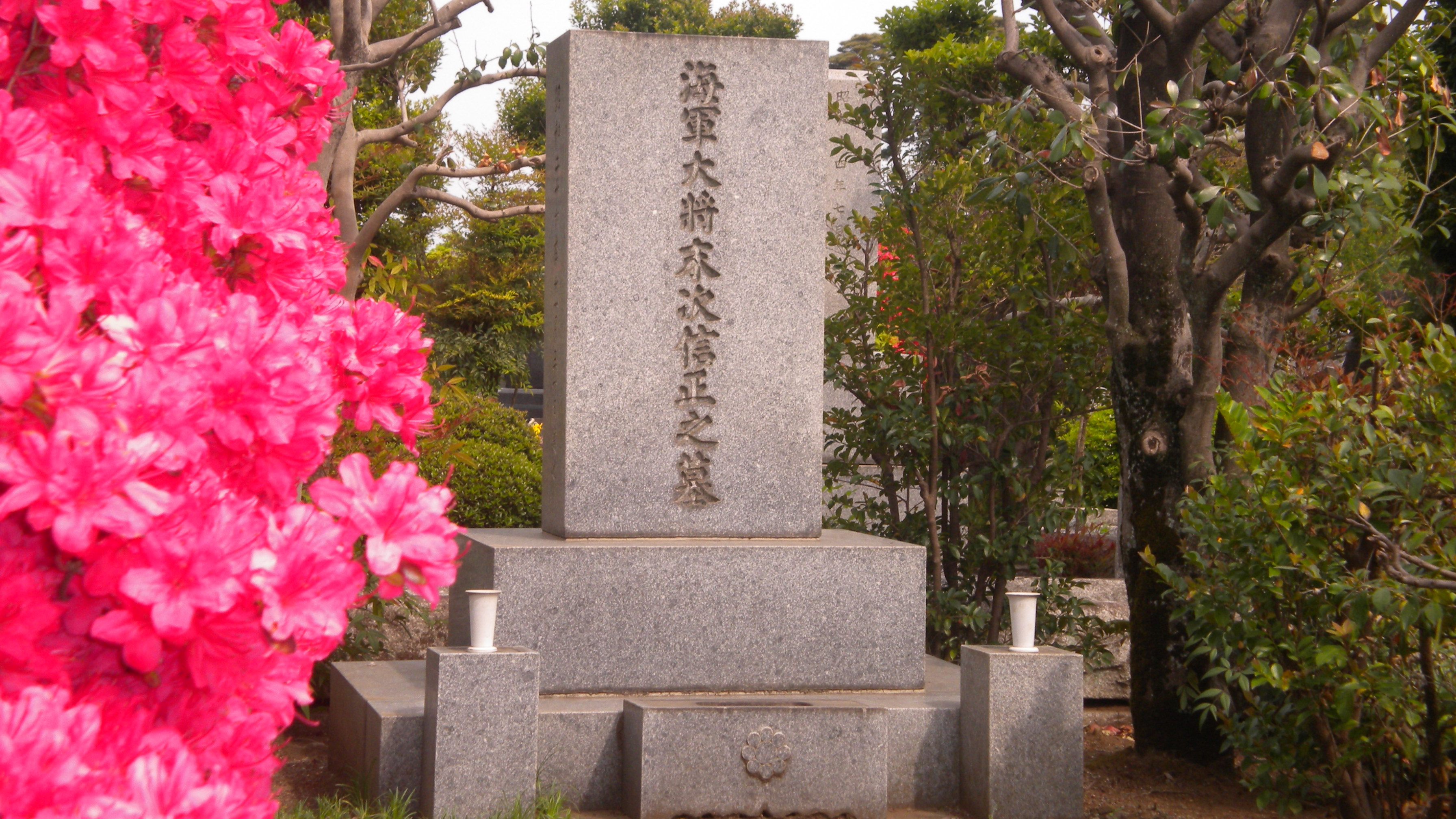
Grabstätte von Suetsugu Nobumasa auf dem Friedhof Tama in Fuchū.

Nachdem Suetsugu am 15. Oktober 1937 in die Reserve versetzt wurde, wurde er zunächst Berater im Range eines Assistierenden Ministers im ersten Kabinett von Premierminister Konoe Fumimaro. Im Zuge einer Kabinettsumbildung löste er am 14. Dezember 1937 Baba Eiichi als Innenminister ab und bekleidete dieses Ministeramt bis zu seinem Rücktritt mit dem Kabinett Konoe  I am 5. Januar 1939. Im darauf folgenden Kabinett Hiranuma wurde er am 20. Januar 1939 erneut Regierungsberater im Range eines Assistierenden Kabinettsministers und bekleidete dieses Amt auch im Kabinett Abe Nobuyuki (30. August 1939 bis 16. Januar 1940) sowie ab dem 16. Januar 1940 im Kabinett Yonai, ehe er am 23. Januar 1940 zurücktrat. Er war ein ausgesprochener Verfechter des Dreimächtepakts mit dem nationalsozialistischen Deutschen Reich und dem faschistischen Italien. Des Weiteren äußerte er sich offen gegen diejenigen in der Regierung und sogar gegen diejenigen in der kaiserlich-japanischen Armee, die eine Verhandlungslösung zur Beendigung des Zweiten Japanisch-Chinesischen Krieges (7. Juli 1937 bis 9. September 1945) befürworteten.
Nach seinem Tode wurde Suetsugu auf dem Friedhof Tama in Fuchū beigesetzt.

## Veröffentlichungen
- 非常時局と国防問題, (Notfallbüro und nationale Verteidigungsfragen), 1934
- 軍縮決裂と我等の覚悟, (Zusammenbruch der Abrüstung und unsere Entschlossenheit), 1936
- 国防の本義と軍縮問題, (Das ursprüngliche Prinzip der Landesverteidigung und das Problem der Abrüstung), 1936
- 長期戦と国民の覚悟, (Der lange Krieg und die Entschlossenheit des Volkes), 1938
- 世界動乱の意義と皇国の使命, (Die Bedeutung der Weltprobleme und die Mission des Imperiums), 1940
- 世界戦と日本, (Weltkrieg und Japan), 1940
- 新体制と国防問題, (Neues System und Fragen der nationalen Verteidigung), 1940
- 日本の国防的地位, (Japans nationaler Verteidigungsstatus), 1940
- 日本とナチス独逸, (Japan und Nazi-Deutschland), 1940
- 日米危機とその見透し, (Die Japan-USA-Krise und ihre Prognose), 1941
- 大東亜戦の本質と戦局の前途, (Das Wesen des Großostasienkrieges und die Aussichten des Krieges), 1942

## Hintergrundliteratur
- John Hunter Boyl: China and Japan at War, 1937–1945. The Politics of Collaboration. Stanford University Press, 1992, ISBN 0-8047-0800-2.
- John Toland: The Rising Sun. The Decline and Fall of the Japanese Empire, 1936–1945. Modern Library, 1992 ISBN 0-8129-6858-1.
- Carl Boyd: The Japanese Submarine Force in World War II. Bluejacket Books, 2002, ISBN 1-61251-206-2.
- Ian Gow: Military Intervention in Pre-War Japanese Politics. Admiral Kato Kanji and the Washington System. Routledge, 2004, ISBN 0-7007-1315-8.
- Christian W. Spang: Japanese-German Relations, 1895–1945. War, Diplomacy and Public Opinion. Routledge, 2006, ISBN 0-203-48158-5.
- Milan N. Vego: Joint Operational Warfare. Theory and Practice. Government Printing Office, 2009